# بابلو تسيغلر
بابلو تسيغلر (بالإسبانية: Pablo Ziegler)‏ هو ملحن وعازف بيانو أرجنتيني، ولد في 2 سبتمبر 1944 في بوينس آيرس في الأرجنتين.

## وصلات خارجية
- الموقع الرسمي
- بابلو تسيغلر على موقع IMDb (الإنجليزية)
- بابلو تسيغلر على موقع ميوزك برينز (الإنجليزية)
- بابلو تسيغلر على موقع ديسكوغز (الإنجليزية)